# Heiner Rindermann
Heiner Ridermann (12 de março de 1966) é psicólogo alemão que realiza pesquisas nas áreas de educação e inteligência.

## Percurso acadêmico
Heiner Rindermann cursou a universidade de 1986 a 1995 em Heidelberg (Alemanha) tendo como disciplina principal psicologia, mas também outras como filosofia, antropologia, ciências políticas e artes. Rindermann recebeu seu primeiro titulo de PhD em Psicologia no ano de 1995 pela Universidade de Heidelberg (sua tese versava sobre a avaliação do ensino pelos estudantes). Seu segundo PhD em psicologia foi concluído em 2005 pela Universidade de Landau sobre qualidade de ensino. Lecionou como professor assistente de psicologia na Universidade de Munique (1994-99) e na Universidade de Magdeburg (1999-2006). Também lecionou psicologia educacional como professor associado na Universidade de Kassel (2003) e ciência educacional na Universidade de Saarbruecken (2004-2006) e na Universidade de Paderborn (2006-2008). Desde 2008, ele leciona Psicologia do Desenvolvimento na Universidade de Graz (Áustria).

## Pesquisas
Sua pesquisa de base recai sobre a qualidade do ensino e avaliação do ensino do jardim de infância até a escola e, especialmente, universidades. Em nível internacional atualmente é conhecido pelas suas pesquisas sobre as diferenças intelectuais -habilidade cognitiva ou competência cognitiva- entre nações e culturas. Rindermann procura pesquisar o impacto dessas diferenças no desenvolvimento das sociedades (riqueza, saúde e política), suas possíveis causas (principalmente educação e cultura) e as formas de desenvolver as competências cognitivas através de melhorias nas políticas educacionais (melhoramento cognitivo). Recentemente participa como consultor do projeto SLATINT (Study of Latin American Intelligence) que procura identificar o nível de desenvolvimento cognitivo de países latinoamericanos e no qual participam Argentina, Brasil, Chile, Colômbia, México e Peru. O projeto transcultural é coordenado pelo Laboratório de Avaliação das Diferenças Individuais do Departamento de Psicologia da Universidade Federal de Minas Gerais-Brasil. Ademais, trabalha com sociologia e filosofia da ciência e desenvolvimento cultural. Seus interesses de pesquisa abrangem as ciências humanas, ciências sociais e filosofia.

### Avaliação pelos estudantes da qualidade instrucional e de ensino
Rindermann desenvolveu um questionário (HILVE- Inventario para a Avaliação do Ensino de Heidelberg) que pode ser usado por estudantes, professores e avaliadores externos para avaliar os processos de ensino, comportamentos, qualidade de ensinar e as competências adquiridas. O instrumento multidimensional é utilizado em universidades na Alemanha, Áustria, Suíça, sendo distribuído pela Eletric Paper e Blubbsoft.
Em vários artigos e livros publicados (principalmente, em alemão, mas alguns também em inglês), Rindermann mostrou que as avaliações feitas pelos estudantes são multidimensionais, confiáveis e razoavelmente válidas. Os resultados podem ser generalizados para diferentes cursos e diferentes estudantes (Rindermann & Schofield, 2001). O uso das avaliações dos estudantes combinadas com consultas pedagógicas melhora a efetividade do ensino (Rindermann, Kohler, & Meisenberg, 2007).

### Sociologia e Filosofia da Ciência
Em seus trabalhos sobre filosofia da ciência (publicados em alemão), Rindermann pertence à tradição do Iluminismo, isto é, a ciência deve ser baseada na racionalidade e reflexão. A capacidade de pensar de forma racional é um pré-requisito para a ciência. Cita, para tanto, Erwaegen-Wissen-Ethik (Rindermann, 2006, p. 251):
“Uma característica constituinte da racionalidade é a consideração das posições alternativas adotadas nas formas individuais e sociais do argumento e do debate epistêmico. O propósito científico exige uma orientação por meio de tal avaliação seguindo regras básicas de argumentação ou mais geralmente da racionalidade”.

### Inteligência: Desenvolvimento, diferenças entre indivíduos e sociedades e suas conseqüências
Rindermann afirma que as diferentes escalas de habilidades cognitivas de um mesmo teste (ex. escalas verbais, matemáticas, de ciências e figurais dos testes de inteligência ou de testes de avaliação escolar como o PISA ou o TIMSS) e as diferentes abordagens teóricas e de medida (psicométricas, competências cognitivas, estágios piagetianos, desenvolvimento cognitivo, tarefas de vida real) medem, na verdade, um construto comum qual seja a capacidade para pensar. Isto é, medem a aquisição de conhecimento importante e verdadeiro assim como medem a capacidade para usar esse conhecimento de maneira inteligente. A capacidade para pensar, Rindermann nomeia inteligência. Como evidencia da homogeneidade das diferentes escalas, Rindermann (2006, 2007) aponta para as altas correlações entre elas e, consequentemente, a presença de um forte fator g (inteligência geral). Esses resultados são encontrados tanto em nível individual quanto em nível nacional, em demandas cognitivas de diferentes tarefas, em processos cognitivos similares e em determinantes similares do seu desenvolvimento (dos genes à educação parental e escolar). O artigo publicado em 2007 no European Journal of Personality foi comentado por 31 cientistas, incluindo pessoas de perspectivas muito diferentes. No artigo se apresenta uma tabela contendo os níveis de habilidade cognitiva para cerca de 190 nações, encabeçadas por Taiwan (QI 108) e Cingapura (QI 107) e de seu próprio país de origem, Alemanha, listado na posição 26 com um QI de 99.
Numa série de artigos publicados na revista Intelligence, Rindermann investigou as conseqüências da educação e das competências cognitivas (inteligência, conhecimento e o uso inteligente do conhecimento) no Produto Interno Bruto (PIB) e no crescimento do país, na democracia, no cumprimento das leis, na liberdade política e na AIDS (Rindermann, 2008, 2008, Rindermann & Meisenberg, 2009). Rindermann tenta mostrar que as diferenças internacionais em inteligência dependem da educação. Isto não exclui a relevância de outros possíveis fatores, tais como os genes, riqueza, política e, especialmente, a cultura subjacente, para o relacionamento da educação com a capacidade cognitiva. Tampouco exclui os efeitos passados da competência cognitiva sobre o desenvolvimento macro-social. Em todos os estudos Rindermann mostra que a educação funciona pelo reforço da capacidade cognitiva. A inteligência seria inclusive mais importante do que a educação como mecanismo causal para o entendimento do desenvolvimento e das diferenças na riqueza, saúde e democracia.
Por causa do alto nível de capacidade cognitiva da China, Rindermann (2008, p. 30) espera para a década futura um desenvolvimento democrático: “Se a influencia positiva da alta capacidade cognitiva sobre a democratização é um fenômeno geral, a China se tornará democrática”.

### Educação, instrução e política educacional
Rindermann investiga na área de educação, instrução e políticas educacionais, seus efeitos sobre a competência e desenvolvimento da personalidade. Por exemplos, salas de aula com alunos de alta capacidade afetam negativamente o autoconceito, mas tem impacto positivo sobre o desenvolvimento da capacidade intelectual (Rindermann & Heller, 2005). Outro exemplo seria a inteligência sobre o ambiente social: os colegas estimulando o desenvolvimento cognitivo dos outros, especialmente dos alunos mais fracos, também estimula o desenvolvimento cognitivo na sala de aula.

## Outras pesquisas
Adicionalmente, Rindermann tem trabalhado na seleção de estudantes pelas universidades (processos de admissão), psicologia evolucionária, altas habilidades, personalidade e autoconceito.

## Prêmios
Em 2007, Heiner Rindemann foi premiado por seu profícuo trabalho sobre inteligência com o prêmio William-Stern, concedido pela Sociedade Alemã de Psicologia. William Stern foi um pioneiro na pesquisa em inteligência e foi exilado, como judeu e pesquisador da inteligência, em 1933, da Alemanha pelo regime Nacional Socialista (Nazismo).

## Aconselhamento
Em 2018, Heiner Rindemann é consultor de capital humano internacional para o Banco Mundial.

## Publicações
- Heiling, B. & Rindermann, H. (2008). The relevance of emotional intelligence (EI) for mental health, personality and real life criteria. Talk at 12. December 2008 at the 9th Conference of the International Society for Intelligence Research (ISIR) in Decatur.
- Rindermann, H. (2006). Forms of scientific disputes. Erwaegen-Wissen-Ethik, 17, 251-263 a. 313-321.
- Rindermann, H. (2006). What do international student assessment studies measure? School performance, student abilities, cognitive abilities, knowledge or general intelligence? Psychologische Rundschau, 57, 69-86.
- Rindermann, H. (2007). Intelligence, cognitive abilities, human capital, and rationality at different levels. Psychologische Rundschau, 58, 137-145.
- Rindermann, H. (2007). The g-factor of international cognitive ability comparisons: The homogeneity of results in PISA, TIMSS, PIRLS and IQ-tests across nations. European Journal of Personality, 21, 667-706.
- Rindermann, H. (2007). The big G-factor of national cognitive ability (author‘s response on open peer commentary). European Journal of Personality, 21, 767-787.
- Rindermann, H. (2008). Relevance of education and intelligence at the national level for the economic welfare of people. Intelligence, 36, 127-142.
- Rindermann, H. (2008). Relevance of education and intelligence for the political development of nations: Democracy, rule of law and political liberty. Intelligence, 36, 306-322.
- Rindermann, H. (2009). Emotional-Competence-Questionnaire (EKF): An instrument for assessment of emotional competences and emotional intelligence in the perspective of self and others. Göttingen: Hogrefe.
- Rindermann, H. & Ceci, S. J. (2009). Education and country outcomes in international cognitive competence studies. Poster for APS Convention 2009 in San Francisco, 22-25 May 2009.
- Rindermann, H. & Heller, K. A. (2005). The benefit of gifted classes and talent schools for developing students’ competences and enhancing academic self-concept. German Journal of Educational Psychology, 19, 133-136.
- Rindermann, H., & Schofield, N. (2001). Generalizability of multidimensional student ratings of university instruction across courses and teachers. Research in Higher Education, 42, 377-399.
- Rindermann, H., Kohler, J., & Meisenberg, G. (2007). Quality of instruction improved by evaluation and consultation of instructors. International Journal for Academic Development, 12, 73-85.
- Rindermann, H. & Meisenberg, G. (2009). Relevance of education and intelligence at the national level for health: The case of HIV and AIDS. Intelligence, 37, 383-395.
- Rindermann, H. (2018). Cognitive capitalism: Human capital and the wellbeing of nations. Cambridge: Cambridge University Press.